# Akshamala (Kette)
Eine Akshamala (Sanskrit, f., अक्षमाला akṣamālā) ist eine Gebetskette ähnlich einem Rosenkranz. Sie dient unter anderem als Attribut indischer Gottheiten, insbesondere Brahmas. Sie kann in der Literatur auch unter der Sanskrit-Bezeichnung akṣasūtra (अक्षसूत्र) angetroffen werden.
Die Gebetskette wird in unterschiedlichen Formen in Südasien von Hindus, Muslimen, Jainas, Christen und Buddhisten verwendet. Die „Rosenkränze“ einiger Gottheiten können auch aus Schädeln bestehen.